# Одина (Каргапольский район)
Одина — деревня в Каргапольском районе Курганской области. Входит в состав Журавлевского сельсовета.

## Географическое положение
Расположено на левом берегу реки Миасс, примерно в 1 км к юго-западу от села Журавлево; в 13 км (21 км по автодороге) к юго-западу от районного центра посёлка Каргаполье; в 80 км (106 км по автодороге) к северо-западу от города Кургана.

### Часовой пояс
Одина, как и вся Курганская область, находится в часовой зоне МСК+2. Смещение применяемого времени относительно UTC составляет +5:00.

## История
Деревня Одина (Медяки) была основана в XIX веке.
До революции входила в состав Бакланской волости Шадринского уезда Пермской губернии.
В конце июня — начале июля 1918 года установлена белогвардейская власть. В начале августа 1919 года восстановлена Советская власть.

## Население
| 1869 | 1904 | 1920 | 1926 | 1989 | 2002 | 2010 |
| ---- | ---- | ---- | ---- | ---- | ---- | ---- |
| 618  | ↗744 | ↗859 | ↗896 | ↘240 | ↘205 | ↘159 |

На 2010 год население составляло 159 человек.
Национальный состав
- По данным переписи населения 2002 года проживало 205 человек, из них русские — 82 %.
- По данным переписи 1926 года проживал 896 человек, все русские.

## Общественно-деловая зона
Установлен четырехгранный обелиск, увенчанный красной пятиконечной звездой, на нём плиты с фамилиями погибших в Великой Отечественной войне. Имеет металлическое ограждение.